# Туэнтинайн-Палмс
Туэнтинайн-Палмс (англ. Twentynine Palms; с англ. — «Двадцать девять пальм») — город в округе Сан-Бернардино, штат Калифорния, США.

## География

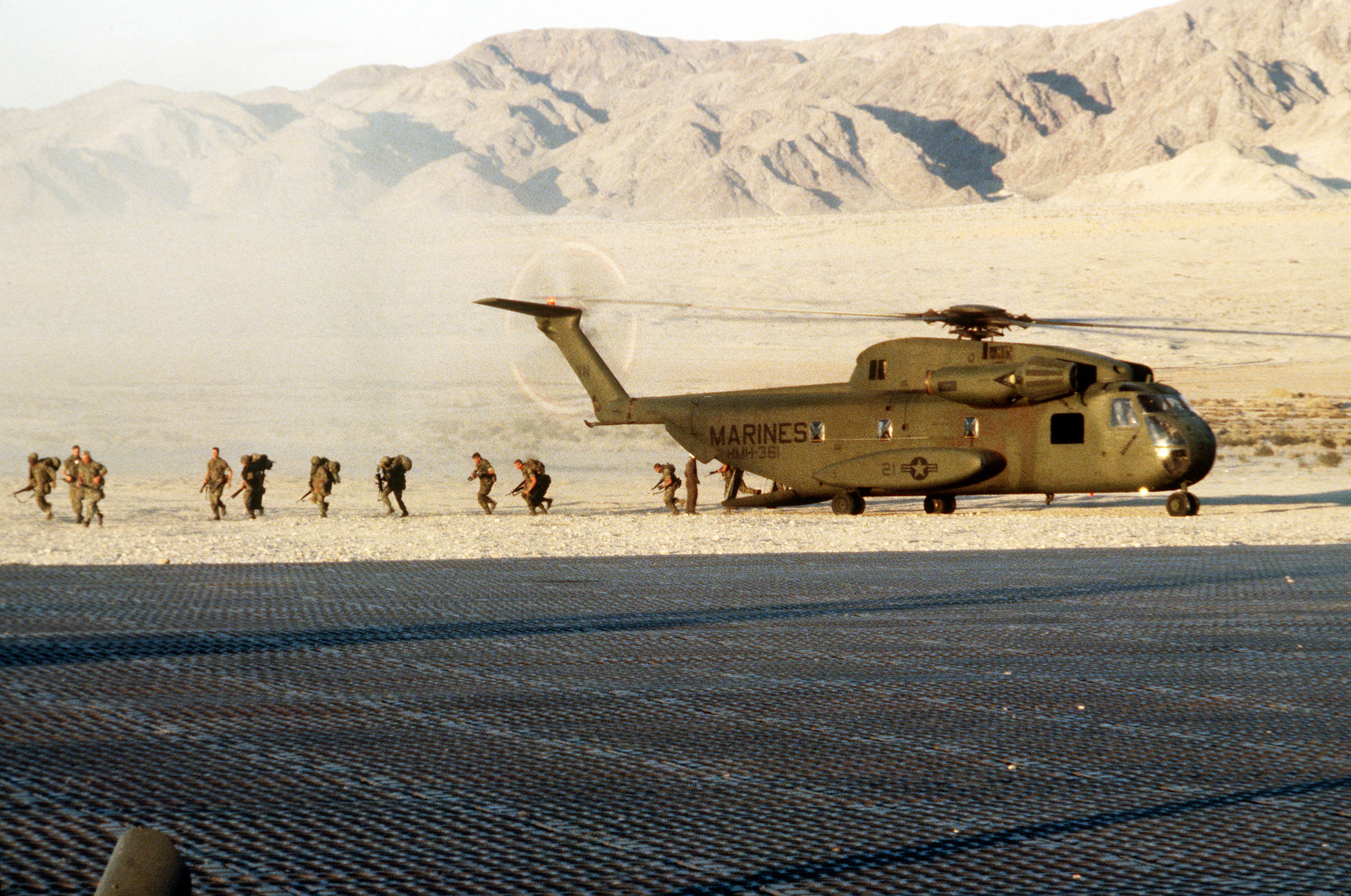
На военной базе Туэнтинайн-Палмс, 1981 год

Туэнтинайн-Палмс расположен в южной части Калифорнии в пустыне Мохаве. Средняя высота над уровнем моря — 605—610 метров. У города расположена военная база Туэнтинайн-Палмс (с 1952 года), на которой базируется центр управления боевыми действиями наземных войск и авиации морской пехоты.
Максимальная зафиксированная температура в городе была 11 июля 1961 года и составила 48 °С, минимальная — 23 декабря 1990 года (−12 °С). Поскольку город находится в пустыне, то в среднем 90 дней в году дневная температура превышает 38 °С, а 155 дней в году — 32 °С; двадцать четыре ночи в году температура опускается ниже нуля.
Через город проходит автомагистраль California State Route 62.

## История
В 1852 году полковник Генри Вашингтон, исследуя меридиан Сан-Бернардино, обнаружил в этом месте пустыни оазис c двадцатью девятью пальмами, это место так и назвал.
В 1955 году в административных границах поселения крупный участок земли приобрела актриса Руби Дэндридж: она, вместе со своей бизнес-партнёршей, планировала создать здесь общину из примерно 250 домов.
В 1994 году город стал частью национального парка Джошуа-Три.

## Демография
2000 год
Население — 14 764 человека, из них: белые — 71 %, негры и афроамериканцы — 9,4 %, коренные американцы — 1,5 %, азиаты — 3,8 %, уроженцы тихоокеанских островов или Гавайев — 10,2 %, прочие расы — 6,2 %, смешанные расы — 6,4 %, латиноамериканцы (любой расы) — 14,9 %.
2010 год
Население — 25 048 человека, из них: белые — 71,6 %, негры и афроамериканцы — 8,2 %, коренные американцы — 1,3 %, азиаты — 3,9 %, уроженцы тихоокеанских островов или Гавайев — 1,4 %, прочие расы — 6,7 %, смешанные расы — 6,9 %, латиноамериканцы (любой расы) — 20,8 %. В городе проживала 401 разнополая пара, живущая гражданским браком, и 51 аналогичная гомосексуальная пара.
2019 год
Население — 26 073 человека.

## В популярной культуре
- «29 пальм»[англ.] — американский фильм 2002 года.
- «29 пальм» — франко-немецко-американский фильм 2003 года.
- «29 Palms»[англ.] — песня Роберта Планта из альбома 1993 года Fate of Nations.